# Tirano
Tirano is een stadje in de Noord-Italiaanse provincie Sondrio (Lombardije) op ca. 427 meter hoogte met 9100 inwoners (2015). Het stadje ligt in het centrale deel van het brede bergdal Valtellina. Ten noorden van Tirano opent zich het Val Poschiavo (Graubünden) dat aan Zwitserland toebehoort en uitloopt tot de 2328 meter hoge Berninapas. Het stadje ligt ca. 3 km van de Zwitserse grens. De weg over de Berninapas komt uit in Tirano. Tirano is ook het eindpunt van de Rhätische Bahn (smalspoor) en de spoorlijn uit Milaan via het Comomeer (normaalspoor). Ten zuiden van Tirano ligt de Apricapas die de Lombardische provincies Sondrio en Brescia met elkaar verbindt. Tirano heeft aan de zuidkant een klein historisch centrum met nauwe straatjes, diverse kerkjes, enkele stadspoorten (of restanten ervan) en als belangrijkste monument daar het Santuario della Madonna. Dit laatste ligt echter een kleine kilometer westwaarts van het historische centrum.

## Verkeer/toerisme
Tirano heeft twee spoorwegstations naast elkaar gelegen: dat van de Italiaanse Ferrovie dello Stato (FS) en dat van de Zwitserse Rhätische Bahn. Achter het station bevinden zich de regiobussen van de openbaarvervoermaatschappij Perego. Het stadje wordt doorsneden door de drukke Via Italia met veel vrachtverkeer. Toeristen komen vooral uit Zwitserland met de Rhätische Bahn aan. Er zijn legio hotels en restaurants. De basiliek Madonna di Tirano uit de 16e eeuw, waar in 1504 Maria zou zijn verschenen, is het silhouet van het stadje. Vóór deze kerk met fraai interieur (met name het orgel in metershoog houtsnijwerk) passeren over de rijweg ook de rode treinen van de Rhätische Bahn. Het oude stadscentrum ten zuiden van de hier gekanaliseerde Adda is bezienswaardig. In de omgeving zijn talloze wandelroutes, die goed zijn bewegwijzerd.

## Geboren
- Omobono Tenni (1905-1948), motorcoureur
- Marianna Longa (1979), langlaufster
- Nicola Rodigari (1981), shorttracker
- Yuri Confortola (1986), shorttracker
- Maurizio Bormolini (1994), snowboarder

## Foto's

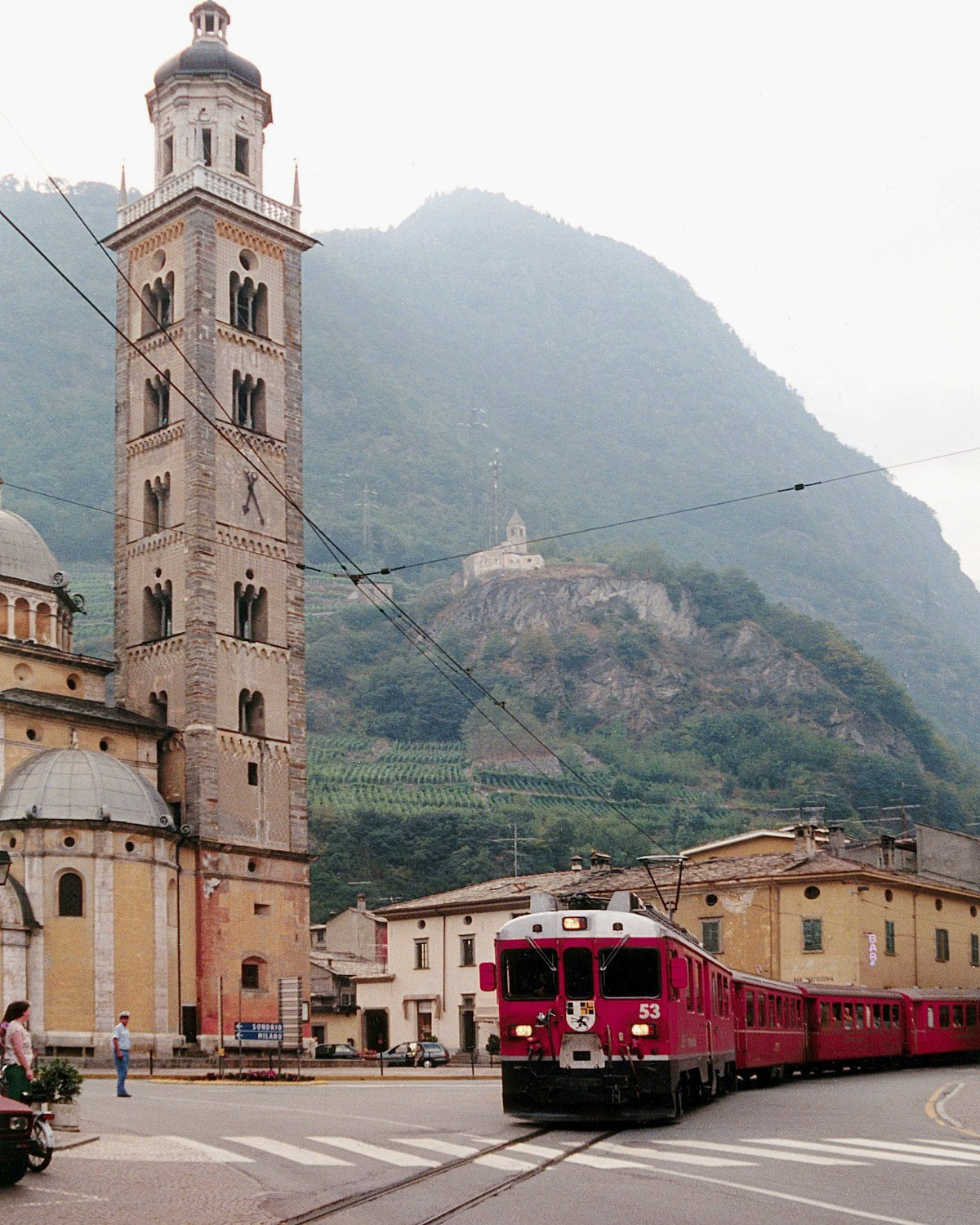
Trein van de Bernina-Bahn passeert het Santuario della Madonna

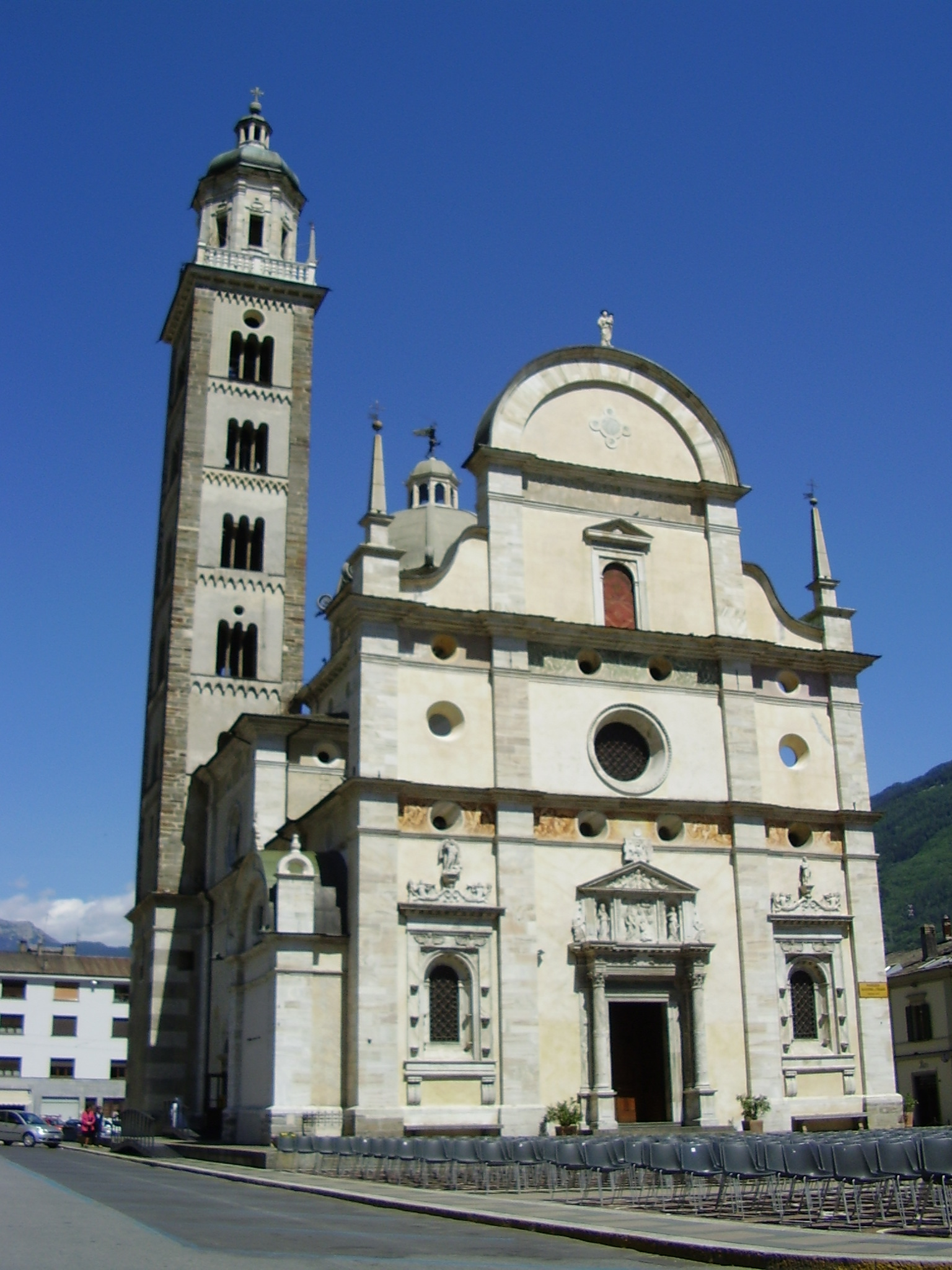
Santuario della Madonna di Tirano